# Cotanes del Monte
Cotanes del Monte é um município da Espanha na província de Zamora, comunidade autónoma de Castela e Leão, de área 14,78 km² com população de 133 habitantes (2007) e densidade populacional de 10,28 hab/km².

## Demografia
| Variação demográfica do município entre 1991 e 2004 | Variação demográfica do município entre 1991 e 2004 | Variação demográfica do município entre 1991 e 2004 | Variação demográfica do município entre 1991 e 2004 |
| --------------------------------------------------- | --------------------------------------------------- | --------------------------------------------------- | --------------------------------------------------- |
| 1991                                                | 1996                                                | 2001                                                | 2004                                                |
| 204                                                 | 184                                                 | 155                                                 | 152                                                 |